# Czarna Wieś Kościelna (gromada)
Czarna Wieś Kościelna – dawna gromada, czyli najmniejsza jednostka podziału terytorialnego Polskiej Rzeczypospolitej Ludowej w latach 1954–1972.
Gromady, z gromadzkimi radami narodowymi (GRN) jako organami władzy najniższego stopnia na wsi, funkcjonowały od reformy reorganizującej administrację wiejską przeprowadzonej jesienią 1954 do momentu ich zniesienia z dniem 1 stycznia 1973, tym samym wypierając organizację gminną w latach 1954–1972.
Gromadę Czarna Wieś Kościelna z siedzibą GRN w Czarnej Wsi Kościelnej utworzono – jako jedną z 8759 gromad – w powiecie białostockim w woj. białostockim, na mocy uchwały nr 11/V WRN w Białymstoku z dnia 4 października 1954. W skład jednostki weszły następujące obszary:
- ze zniesionej gminy Czarna Wieś w tymże powiecie:
  - obszary dotychczasowych gromad[6] Czarna Wieś Kościelna, Oleszkowo, Karczmisko, Kosmaty Borek, Ogóły, Wólka Ratowiecka i Klimki,
  - część obszaru dotychczasowej gromady Ruda Rzeczka stanowiąca miejscowości Ruda Rzeczka, Złotoria i Krzyżyk,
  - część obszaru dotychczasowej gromady Złota Wieś stanowiąca miejscowości Złota Wieś, Małogruzka i Horodnianka,
  - obszar l.p. Nadleśnictwa Knyszyn o pow. 1698,58 ha,
  - obszar l.p. Nadleśnictwa Czarna Wieś obejmujący oddziały 208—211 i obszar l.p. N-ctwa Złota Wieś obejmujący oddziały 186—192;
- ze zniesionej gminy Obrubniki w tymże powiecie:
  - obszar l.p. Nadleśnictwa Knyszyn o pow. 117,23 ha;
- ze zniesionej gminy Kalinówka w powiecie monieckim:
  - obszar l.p. Nadleśnictwa Knyszyn o pow. 1876,00 ha.

Dla gromady ustalono 19 członków gromadzkiej rady narodowej.
31 grudnia 1961 z gromady Czarna Wieś Kościelna wyłączono kolonie Horodnianka i Małogruzka oraz obszar lasów państwowych N-ctwa Złota Wieś obejmujący oddziały 186—192 włączając je do znoszonej gromady Studzianki (którą z kolei włączono do nowo utworzonej gromady Wasilków).
18 lipca 1962, w związku z nadaniem osiedlu Czarna Wieś w tymże powiecie statusu miasta, ze znoszonego osiedla wyłączono i włączono do gromady Czarna Wieś Kościelna:
- wieś Machnacz,
- kolonię Ponura,
- obszar lasów państwowych Nadleśnictwa Czarna Wieś, obejmujący oddziały nr: 1-160, 168-171, 178-181, 188-191, 197-199, 204-206, 208-211,
- obszar lasów państwowych Nadleśnictwa Złota Wieś obejmujący oddziały nr: 1-102, 105, 185, 193-210,
- gajówki: Chmielnik, Czumażówka, Horodnianka, Jesionicha, Niemczyn, Ośrodek, Ozynnik, Podjałówka, Rogoziński Most, Straż; oraz leśniczówki Budzisk i Horodnianka.

Innymi słowy z osiedla Czarna Wieś wyłączono obszary odpowiadające dzisiejszym obrębom ewidencyjnym Chmielnik i Ponure, a miasto objęło współczesny obszar, czyli obręb ewidencyjny Czarna Białostocka..
1 stycznia 1972 do gromady Czarna Wieś Kościelna przyłączono kolonię Ożynnik z gromady Wasilków.
Gromada przetrwała do końca 1972 roku, czyli do kolejnej reformy gminnej.